# Otto von Bismarck
Otto Eduard Leopold von Bismarck-Schönhausen (ur. 1 kwietnia 1815 w Schönhausen (Elbe), zm. 30 lipca 1898 we Friedrichsruh (Aumühle)) – niemiecki polityk, mąż stanu, premier Prus, kanclerz Rzeszy zwany Żelaznym Kanclerzem. Odegrał główną rolę w procesie zjednoczenia Niemiec. W polityce wewnętrznej zwolennik ewolucyjnego konserwatyzmu. Uważany jest za jednego z najbardziej wpływowych polityków niemieckich XIX wieku.

## Kalendarium[4]
- 1815 – urodził się w junkierskiej rodzinie pruskiej, w Schönhausen (Elbe) nad Łabą.
- 1816 – przebywał w rodzinnym majątku w Konarzewie (niem. Kniephof).
- 1821-1832 – nauka szkolna w Berlinie
- 1832-1835 – studia prawne w Getyndze
- 1835-1838 – referendarz w Berlinie, Akwizgranie i Poczdamie, w służbie dyplomatycznej w Związku Niemieckim (Deutscher Bund)
- 1838-1839 – służba wojskowa w Gryfinie (niem. Greifenhagen)
- samodzielny gospodarz w Konarzewie
- przeprowadzka do Schönhausen
- 1847 – zawarł w Barnowcu (Reinfeld) koło Kołczygłów (Alt Kolziglow) w ówczesnym powiecie miasteckim (Rummelsburg) związek małżeński z Johanną von Puttkamer.
- 1851-1859 – poseł w Parlamencie Związkowym (Zgromadzenie Związkowe) we Frankfurcie nad Menem; kilkakrotne wakacje w Ustce
- 1859-1862 – poseł pruski w St. Petersburgu
- 1862 – poseł w Paryżu
- 1862 – premier i minister spraw zagranicznych Prus (nominacja 23.09.1862).
- 1866 – wojna z Austrią; utworzenie Związku Północno-Niemieckiego; Bismarck powołany na kanclerza
  - otrzymał majątek nieopodal Kołczygłów w Wierszynie (Versin) na Pomorzu.
- 1867 – (1.06.1867) zakupił dużą posiadłość wraz z pałacem w niedalekim Warcinie (Varzin).
- 1870 – sfałszował depeszę z Ems (dotyczącą próby osadzenia na tronie Hiszpanii(inne języki) księcia Leopolda Hohenzollerna(inne języki)), która doprowadziła do wojny prusko-francuskiej i do zjednoczenia Niemiec.
- 18 stycznia 1871 – powstała II Rzesza określana jako Cesarstwo Niemieckie (Deutsches Reich), a Bismarck został kanclerzem Rzeszy; otrzymał przydomek Żelazny Kanclerz.
- 1871–1890 – kanclerz Rzeszy Niemieckiej
- 1871–1878 – Bismarck prowadził tak zwany Kulturkampf (walkę kulturową), co faktycznie oznaczało walkę rządu pruskiego z Kościołem katolickim, a w zaborze pruskim jednocześnie intensywną germanizację ludności polskiej.
- 20 marca 1890 – Wilhelm II odwołał Bismarcka z urzędu kanclerza.
- 1894 – Johanna von Bismarck umiera w Warcinie
- 30 lipca 1898 – Bismarck zmarł we Friedrichsruh (Niemcy – Szlezwik-Holsztyn).

## Młodość

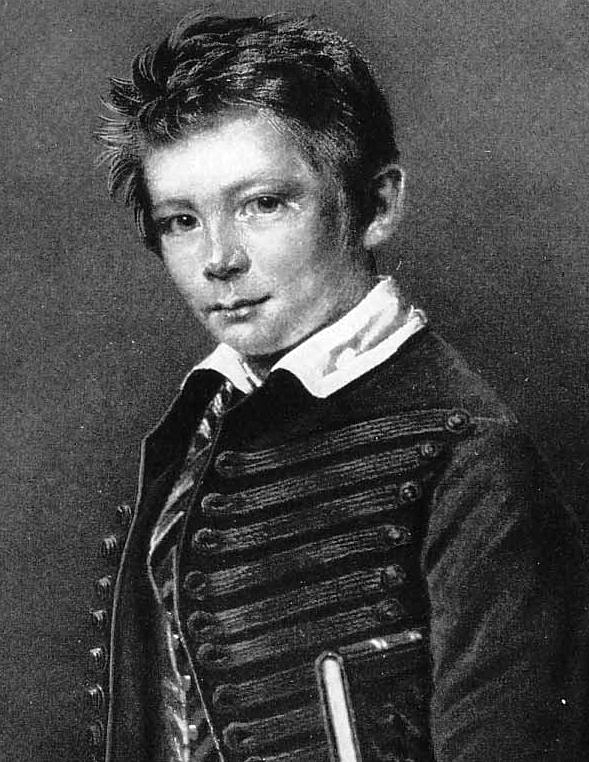
Otto von Bismarck w wieku 11 lat

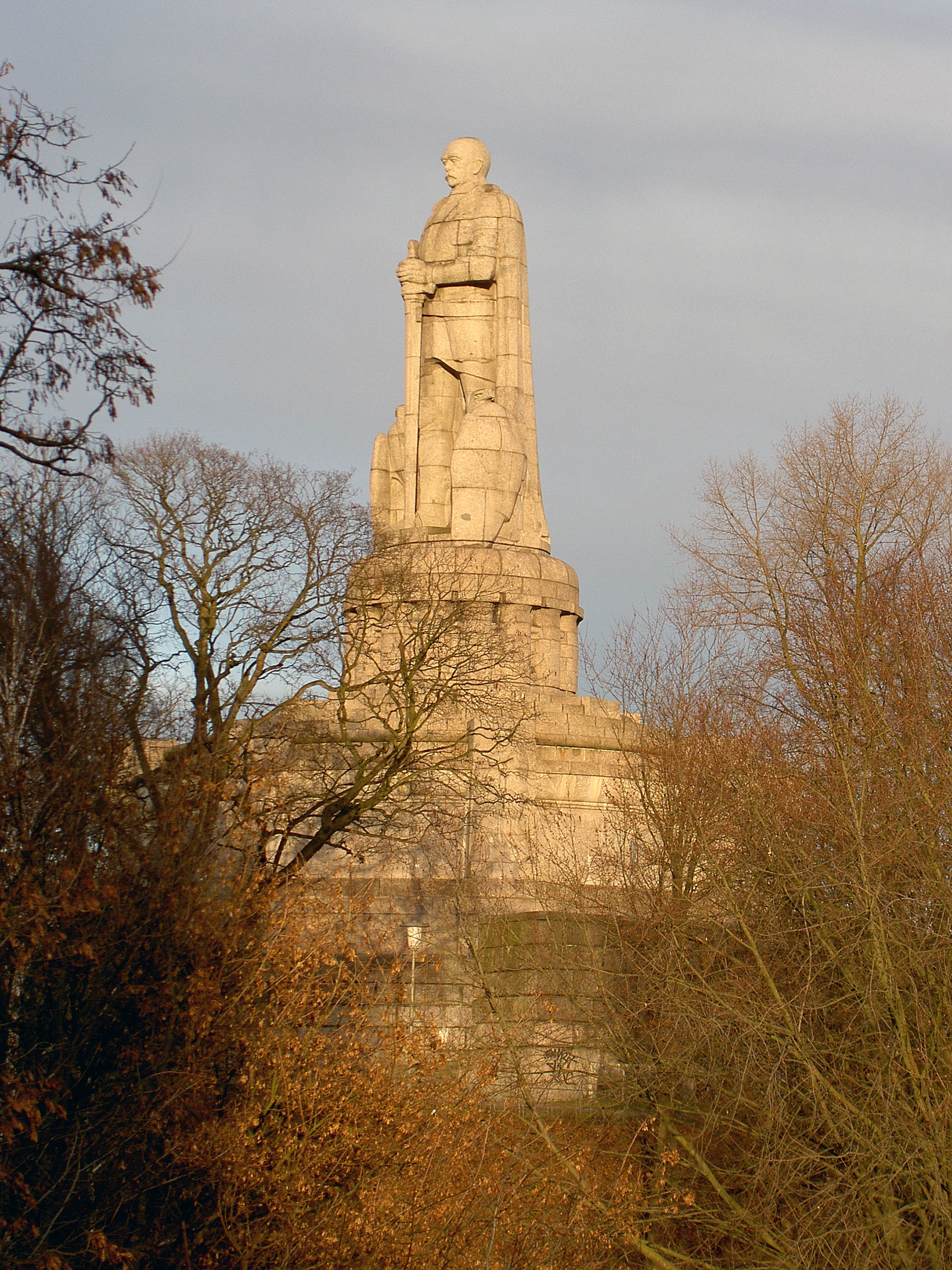
Pomnik Bismarcka w Hamburgu

Otto von Bismarck przyszedł na świat 1 kwietnia 1815 roku w rodzinnym majątku Schönhausen, dzieciństwo spędził w dobrach rodzinnych na Pomorzu. Ojciec Ferdinand wywodził się ze starej pruskiej rodziny szlacheckiej, zajmował się głównie prowadzeniem majątku. Matka Wilhelmine z domu Mencken – córka urzędnika królewskiego, była pochodzenia mieszczańskiego. Oprócz dwóch braci zmarłych w dzieciństwie Otto miał młodszą siostrę Malwine i starszego brata Bernharda, żonatego z Malwine von Lettow-Vorbeck. Przyszły kanclerz uczuciowo był bardziej zbliżony do ojca niż do władczej i chłodnej uczuciowo matki, jako że i sam Otto od swoich najwcześniejszych lat przejawiał skłonności do dominacji.
W 1821 r., w bardzo młodym wieku, oddano go do gimnazjum z internatem w Berlinie, później chodził do dwóch kolejnych berlińskich gimnazjów i ten etap edukacji ukończył w 1832. Potem podjął studia prawnicze w Getyndze, które ukończył jednak w Berlinie, dokąd wyjechał pod pretekstem podreperowania zdrowia i nadszarpniętych finansów. Otto nie był pilnym studentem, a nawet można powiedzieć, iż swoje obowiązki lekceważył. Rzadko uczęszczał na wykłady, wiedzę zdobywał przy pomocy korepetycji, nadużywał alkoholu, studia jednak ukończył. Podczas studiów w Getyndze został przyjęty do korporacji akademickiej Corps Hannovera Göttingen, jednej z najstarszych korporacji niemieckich, założonej w 1809 r., istniejącej do dzisiaj. Aktywnie włączył się w działalność korporacji. W późniejszym życiu często wspominał z sentymentem korporanckie przygody . Był świetnym szermierzem. Nie jest jednak prawdą, że często brał udział w pojedynkach. W okresie studenckim odbył aż 26 menzur, ale jego udział w pojedynkach honorowych ograniczył się do roli sekundanta. W czasie studiów nigdy nie uczestniczył w pojedynku jako strona.
W 1835 roku rozpoczął pracę w sądzie w Berlinie, a następnie w Akwizgranie, gdzie był egzekutorem sądowym, potem krótko urzędnikiem w Poczdamie, w 1838 odbył roczną służbę wojskową jako szeregowy w Jager Garde Batallion. W 1839 r. powrócił do rodzinnego, ale podupadłego majątku i podjął się jego prowadzenia. W krótkim czasie zdołał znacząco polepszyć kondycję ekonomiczną swych posiadłości. Jednocześnie uczestniczył w licznych polowaniach i balach okolicznej szlachty, sporo pił, odbył też szereg podróży, odwiedził Anglię, Szkocję, Francję, Szwajcarię. Tryb życia młodego Bismarcka uległ zmianie dopiero po śmierci jesienią 1846 r. jego bliskiej przyjaciółki Marie von Thadden, pod wpływem tego wydarzenia stał się głęboko religijnym pietystą. Przemianę umocniło poznanie i ślub z Johanną von Puttkamer w lipcu 1847.

## Działalność polityczna

### Początek kariery politycznej

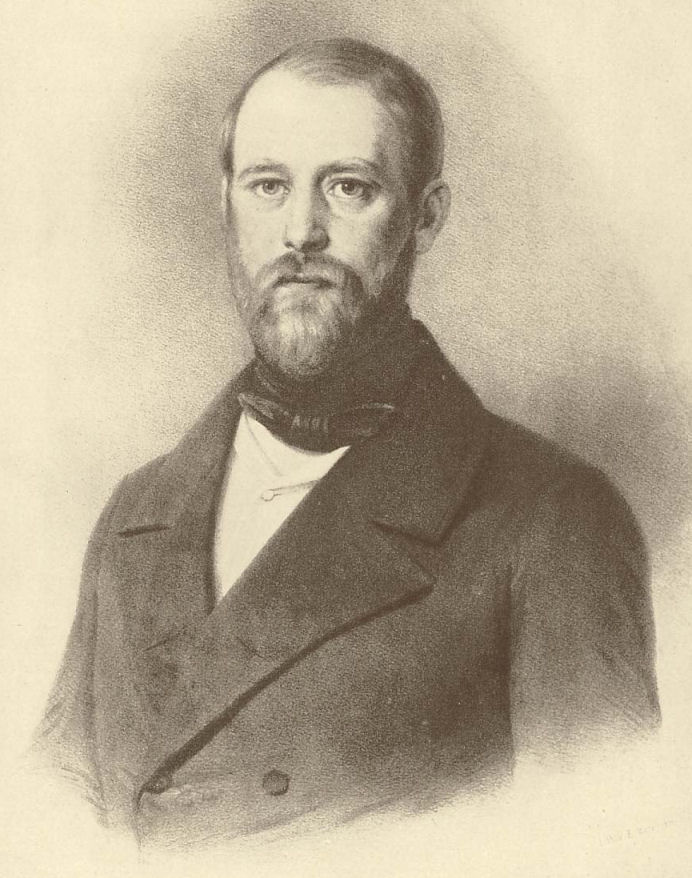
Bismarck jako poseł do Sejmu Pruskiego

Pierwsze wystąpienia Bismarcka na forum publicznym miały miejsce wiosną 1847 r. w Sejmie Zjednoczonym i od razu stał się dzięki nim zauważalny – jako zdolny mówca i antyliberalny obrońca monarchii absolutnej i arystokracji. Początkiem właściwej kariery politycznej Bismarcka był rok 1849, w którym to został wybrany z okręgu Zauche-Belzig-Brandenburg do Sejmu Pruskiego. Już w 1851 roku powołano go na posła przy parlamencie frankfurckim. To tam w pełni wyszły na jaw jego poglądy polityczne – konserwatysty, zagorzałego zwolennika monarchii, a także przeciwnika dominującej pozycji Austrii w Związku Niemieckim. Na stanowisku posła przy Sejmie Związkowym Bismarck pozostawał przez kolejne osiem lat, następnie został odwołany. Przyczyn usunięcia ze stanowiska można upatrywać z jednej strony w działaniach dyplomacji austriackiej, z drugiej zaś w reakcji przełożonych na dość innowacyjny sposób pracy Bismarcka, charakteryzujący się dynamizmem i brutalnością.
Po odwołaniu z Frankfurtu w roku 1859 Bismarck dostał propozycję objęcia poselstwa w jednej ze stolic europejskich – wybrał Petersburg. W rosyjskiej stolicy spotkał się z ciepłym przyjęciem, zarówno ze strony ministra spraw zagranicznych Aleksandra Gorczakowa, jak i samego cara Aleksandra II. W trakcie pobytu Bismarck nauczył się mówić po rosyjsku. Dzięki dobrej znajomości różnych języków, a także urokowi osobistemu oraz dowcipowi, Bismarck stał się popularny w kręgach dyplomatycznych i dworskich. W 1861 po kwietniowej manifestacji Polaków w Warszawie, podczas której Rosjanie zabili co najmniej 200 osób w liście do mieszkającej w Prusach siostry pisał:
Bijcie w Polaków, by ich ochota do życia odeszła; osobiście współczuję ich położeniu, ale jeśli pragniemy istnieć, nie pozostaje nam nic innego jak ich wytępić.
W październiku 1861 doszło do zmiany na tronie pruskim. Nowym władcą został Wilhelm I. W marcu 1862 roku Bismarck został odwołany z Petersburga i jednocześnie powołany na stanowisko posła w Paryżu. Tam z bliska mógł się przyjrzeć dyplomatycznym umiejętnościom Napoleona III, o których nabrał dość negatywnego zdania. Wskazywał na chaotyczność jego poczynań oraz brak ukierunkowania na dalekosiężne cele w polityce zagranicznej.

### Dążenie do zjednoczenia Niemiec

#### Pierwsze sukcesy. Wojna z Danią

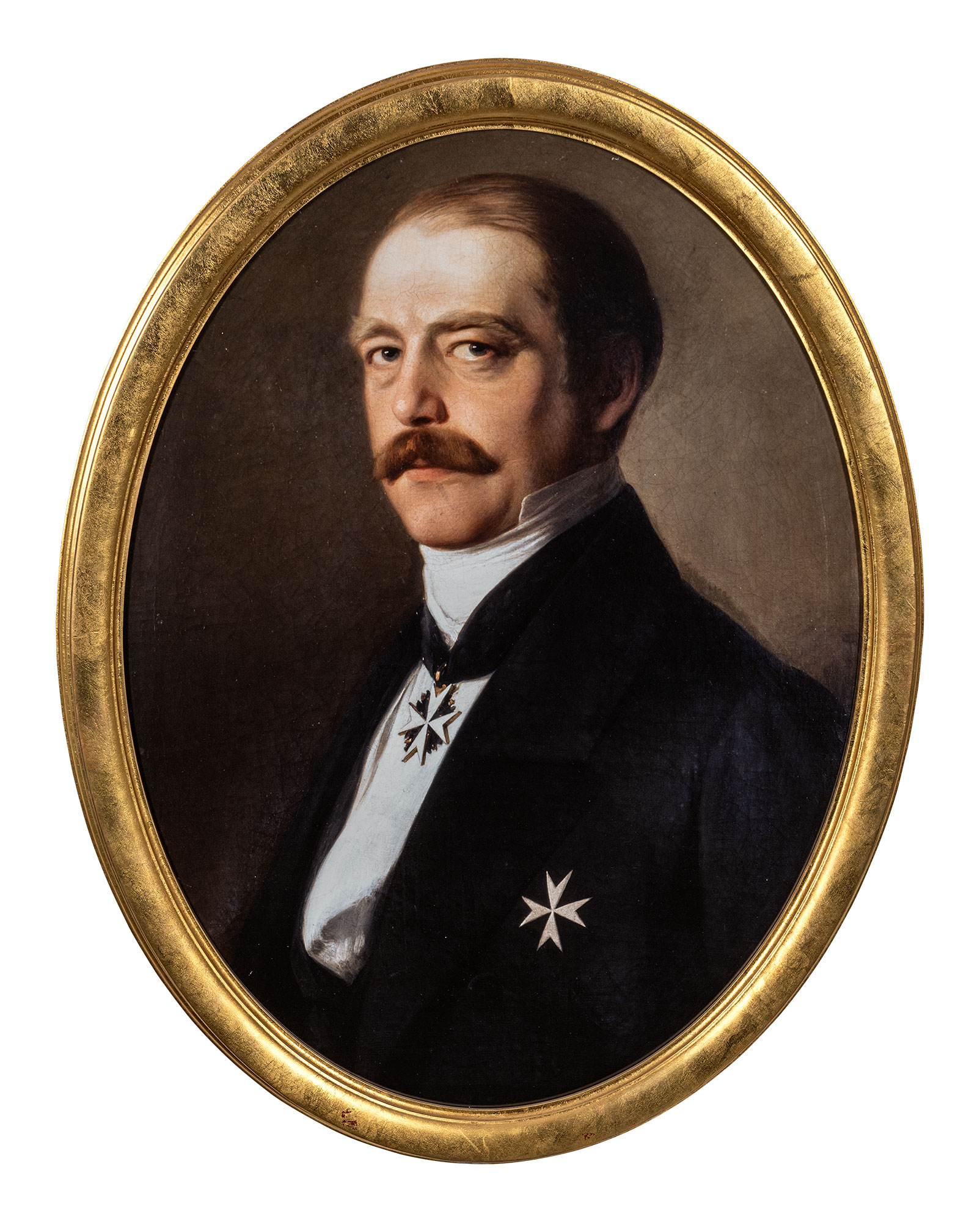
Otto von Bismarck – premier Prus

23 września 1862 roku w czasie pobytu w Paryżu, doszła do Bismarcka wiadomość, iż został mianowany premierem Prus i tymczasowym przewodniczącym rządu krajowego. Już na początku urzędowania dążył Bismarck w sejmie do ograniczenia pozycji liberałów, którzy byli najsilniejszym ugrupowaniem. W tym celu próbował nawet podjąć rokowania z przedstawicielem dopiero co rodzącego się ruchu robotniczego Ferdinandem Lassallem. Rozmowy dotyczyły projektu nadania praw wyborczych robotnikom. Konsultacje jednak nie przyniosły żadnych efektów. 8 lutego 1863 roku podpisana została konwencja Alvenslebena, w której tworzeniu miał swój udział Bismarck. Konwencja miała zapewnić Rosji współdziałanie Prus w tłumieniu powstania styczniowego. Bismarck dzięki jej podpisaniu liczył na neutralność Rosji w ewentualnych konfliktach z Austrią i Francją. Kolejne działania dyplomatyczne Bismarcka były obliczone na osłabienie pozycji Austrii, szczególnie w Niemczech. Za namową swojego premiera, Wilhelm I nie udał się na zjazd głów państw należących do Związku Niemieckiego, co ze względu na pozycję Prus, osłabiło rangę zjazdu.
W tym samym czasie w Danii trwał spór na temat ustrojowego statusu księstw Szlezwiku i Holsztyna, które należały do Związku Niemieckiego. By bronić wymienionych terytoriów Bismarck zaproponował Austrii wspólne wystąpienie przeciwko Danii. Franciszek Józef I zaakceptował tę propozycję. Wojna, która wybuchła w 1864 roku przyniosła sukces koalicjantom. Na terenie Szlezwiku-Holsztyna ustanowiono kondominium, jednak głównie za sprawą Bismarcka nie funkcjonowało ono poprawnie, a jego rządzenie nastręczało wielu kłopotów. W tej sytuacji Austria zaproponowała podział księstw, w wyniku czego Szlezwik przypadł Prusom, natomiast Holsztyn Austrii.
Wojna okazała się korzystna dla planów przyszłego kanclerza. Przede wszystkim uległ osłabieniu prestiż Austrii, która zamiast stać na straży Związku Niemieckiego i jego porządku konstytucyjnego, uczestniczyła w aneksji jednego z jego członków. Fakt ten umocnił pozycję samego Bismarcka jako premiera. Jednak przeprowadzony na niego zamach 7 maja 1866 przez studenta Ferdinanda Cohena-Blinda i okazywane przez niektórych zrozumienie dla czynu pokazywało, że wciąż Bismarck nie był zbyt popularny w społeczeństwie pruskim.

#### Walka o hegemonię w Niemczech i wojna z Austrią

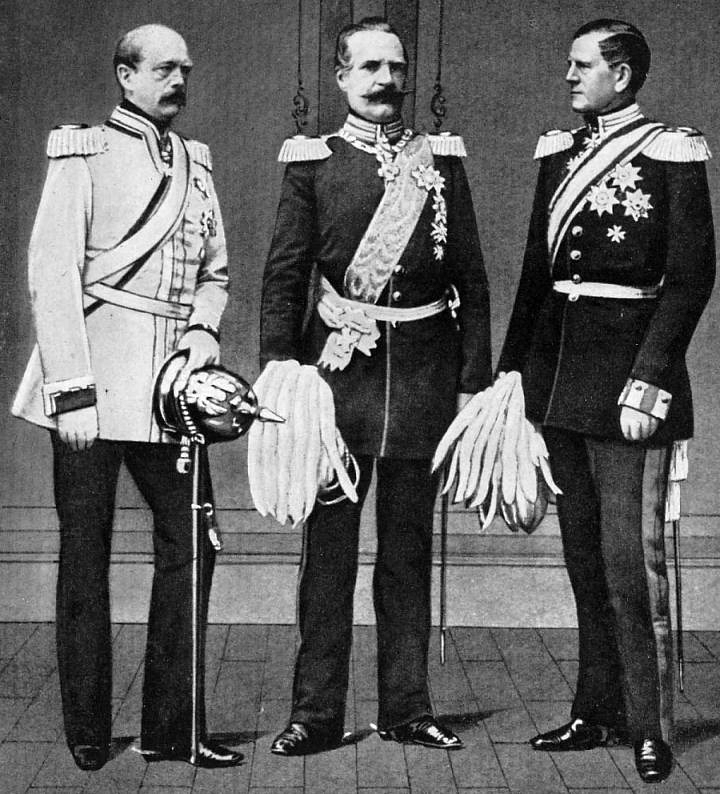
Od lewej Bismarck, Roon i Moltke

Bismarck doskonale zdawał sobie sprawę, iż do zdobycia hegemonii w Niemczech, a w dalszej perspektywie ich zjednoczenie, niezbędne jest pokonanie Austrii. Już wcześniej odrzucił propozycję habsburskiej monarchii, która zakładała podział wpływów na terenie Związku Niemieckiego pomiędzy Prusy i Austrię.
Bismarck przede wszystkim próbował stworzyć możliwie jak najszerszą koalicję państw sprzymierzonych z Prusami, lub państw mu przychylnych. Do sojuszu udało się wciągnąć premierowi jedynie Włochy. Francję przekonał do nie mieszania się w przyszły konflikt mglistymi obietnicami cesji terytorialnych na jej rzecz, a także obietnicy poczynionej Napoleonowi III, iż będzie pośredniczył w przyszłych rokowaniach pokojowych. Nie udało się natomiast do swoich planów pozyskać Bismarckowi większości państw niemieckich. Wśród nich było całe południe z Bawarią na czele, a także Hesja, Nassau i Hanower na północy. W celu zapewnienia bezpieczeństwa państwu pruskiemu w nadchodzącym konflikcie, Hesja, Nassau i Hanower zostały zajęte.
Bismarck liczył się z tym, iż walka z Austrią może się okazać wyjątkowo ciężka. Nadzieję pokładał premier w armii pruskiej, która od pewnego czasu była intensywnie modernizowana, w czym znaczny udział miał Bismarck, który zdobył niezbędne środki z budżetu.
Wojna prusko-austriacka wybuchła w 1866 roku. Decydującym starciem okazała się bitwa pod Sadową, która rozstrzygnęła losy konfliktu. Bismarck dążył do jak najszybszego zawarcia pokoju. Obawiał się wmieszania innych mocarstw (Francji i Wielkiej Brytanii), zaniepokojonych sukcesami Prus. Mimo nacisków Wilhelma I zrezygnował z odebrania Habsburgom Czech, Moraw lub Austrii właściwej, tak aby nie czynić z nich na przyszłość wrogów, którzy dążyliby do odwetu. W tym samym celu nie dopuścił także do parady zwycięstwa w Wiedniu. Pokój z naddunajską monarchią przewidywał rozwiązanie Związku Niemieckiego, wykluczenie państwa Habsburgów z obrębu Niemiec, a także uznanie nabytków pruskich w północnych i środkowych Niemczech, tj. Holsztynu, Hanoweru, Hesji-Kassel, Nassau i Frankfurtu.

#### Wojna francusko-pruska i proklamacja II Rzeszy
W 1870 kanclerz sprowokował stronę francuską do wypowiedzenia wojny Prusom. Zwycięstwo militarne nad Cesarstwem Francuskim (w tym bitwa pod Sedanem) doprowadziły 10 maja 1871 do zawarcia traktatu pokojowego, na mocy którego Francja utraciła Alzację i część Lotaryngii na rzecz zjednoczonych Niemiec. Jeszcze przed podpisaniem układu, 18 stycznia 1871 w sali zwierciadlanej w pałacu wersalskim proklamowano utworzenie Drugiej Rzeszy, z Wilhelmem I na czele.

### Kanclerz Rzeszy Niemieckiej

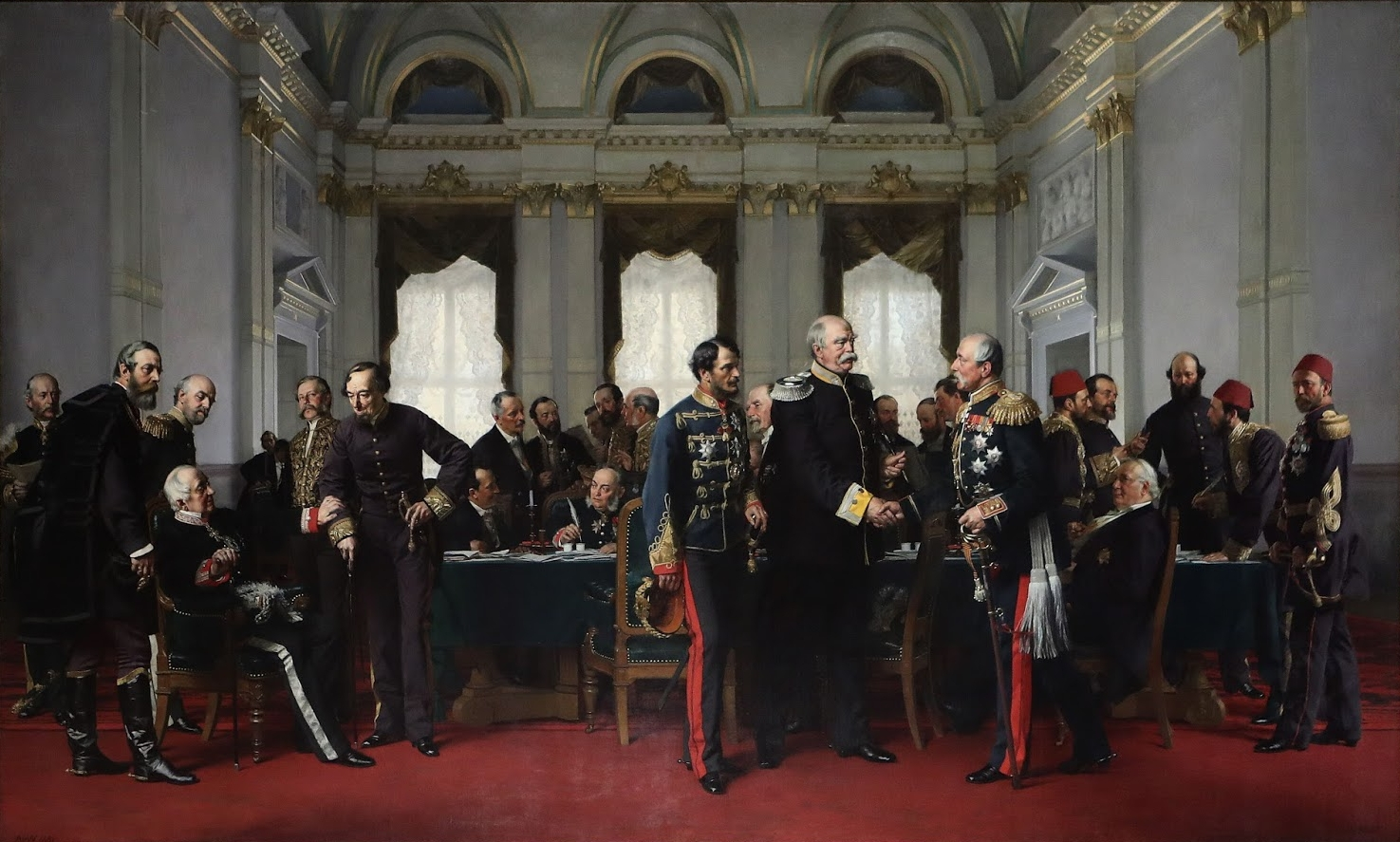
Kongres berliński (potężna postać Ottona von Bismarcka góruje nad otoczeniem, po lewej w pozycji siedzącej rosyjski minister spraw zagranicznych Aleksandr Gorczakow)

#### Zmierzch polityki Bismarcka
Zaostrzenie sytuacji politycznej w Europie połowy lat osiemdziesiątych, Bismarck wykorzystał dla powiększenia stanu osobowego w armii. Partia Windthorsta zgodziła się na powiększenie armii i jej budżetu, kwestią sporną był tylko czas obowiązywania nowej regulacji. Bismarck opowiadał się za zastosowaniem siedmioletniego okresu obowiązywania ustawy, zaś opozycja godziła się przyznać większy budżet dla armii na okres trzech lat. Gdy Reichstag odrzucił propozycję kanclerza, został natychmiast rozwiązany. Przed wyborami lutowymi 1887 r. doszło do porozumienia między konserwatystami, partią wolnych konserwatystów i narodowymi liberałami – w ten sposób powstał po raz pierwszy sojusz między grupami społecznymi, które zwalczały politycznych przeciwników pod hasłami narodowymi i obrony Rzeszy przed wrogami. Grunt pod ten sojusz przygotował Bismarck. W wyborach trzy sojusznicze partie zdobyły większość, a zawdzięczały ją zasadzie tzw. wyboru ścisłego. W rzeczywistości liczba głosów oddanych na inne partie była większa niż ta, którą otrzymały partie sojusznicze. Nowy parlament zaakceptował żądania kanclerza w sprawie armii.

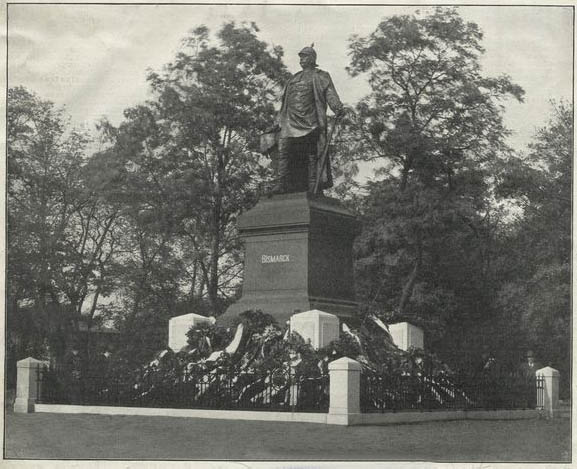
Pomnik Bismarcka w Poznaniu

9 marca 1888 roku zmarł cesarz Wilhelm I. Na tron wstąpił jego syn Fryderyk Wilhelm, który przyjął imię Fryderyka III. 15 czerwca 1888 roku zmarł na raka gardła, ustępując miejsca swojemu synowi Wilhelmowi II. Nowy cesarz jeszcze jako książę-następca tronu wyrażał się bardzo pozytywnie o Bismarcku. Podobnie było z kanclerzem, który początkowo cenił sobie młodego następcę tronu. Wkrótce jednak ich wzajemnie pozytywne relacje uległy zmianie.
Powodem była różnica zdań w kwestiach polityki zagranicznej oraz udział księcia w agitacji nadwornego kaznodziei Stoeckera. Punktem wyjścia ostatniego konfliktu była polityka socjalna i nieumiejętność rozwiązania kwestii ruchu robotniczego. Mimo zakazu istnienia organizacji socjaldemokratycznych, socjaldemokraci uzyskiwali w wyborach coraz większą liczbę mandatów, rosła także liczba i rozmiary strajków. W maju 1889 r. wybuchł w całych Niemczech olbrzymi strajk górników, domagających się podwyżki płac, ograniczenia dnia pracy do ośmiu godzin i utworzenia komisji robotniczych z zadaniem prowadzenia rokowań z pracodawcami. Bismarck uważał ten strajk za zjawisko o tyle korzystne, że umożliwi ono zbrojną rozprawę z robotnikami (po dokonaniu tego zamierzał ograniczyć prawo wyborcze). Wszystkie stronnictwa były temu przeciwne. Na takie rozwiązanie nie zgadzał się także Wilhelm II, który obawiał się, że Rosja skorzysta z wojny domowej w Rzeszy, aby ją zaatakować. Pod naciskiem cesarza właściciele kopalń zgodzili się na podwyżkę płac i strajk zakończył się kompromisem. Jednocześnie wyłoniła się kwestia ponownego przedłużenia ustawy antysocjalistycznej z 1878 roku. Narodowi liberałowie żądali usunięcia z ustawy postanowienia umożliwiającego deportację działaczy socjalistycznych. W wyniku braku odpowiedzi kanclerza wyciągnięto wniosek, że nie zgadza się on na jakiekolwiek zmiany w ustawie. W rezultacie 25 stycznia 1890 roku Reichstag odrzucił projekt przedłużenia ustawy, przez co socjaldemokracja stała się ponownie stronnictwem legalnym.
20 lutego 1890 roku odbyły się wybory do Reichstagu, które zdecydowały o upadku Bismarcka. Partia Centrum zdobyła rekordową liczbę mandatów, bo 106 na 397, wolnomyślni podwoili swój stan posiadania – 67 mandatów, socjaldemokraci uzyskali największą liczbę głosów – 20% choć tylko 35 mandatów. W tej sytuacji kanclerz zaczął jeszcze intensywniej myśleć nad zamachem stanu poprzez ograniczenie prawa wyborczego, wielokrotne rozwiązywanie Reichstagu aż do uzyskania posłusznej większości i zgniecenia ewentualnych rozruchów siłą zbrojną. Cesarz nie zgodził się na to. Bismarck przedstawił mu dekret z 1852 roku. Następnie Bismarck odbył rozmowę z Windthorstem, który także był zaniepokojony z powodu sukcesu socjaldemokratów. Cesarz uznał tę rozmowę za dowód nielojalności i 15 marca zażądał anulowania dekretu z 1852 roku. 20 marca 1890 roku Otto von Bismarck złożył dymisję.

#### Polityka zagraniczna
W 1873 jako kanclerz Rzeszy doprowadził do zawarcia Sojuszu Trzech Cesarzy, jednak ostatecznie nie zapobiegł powstaniu koalicji Rosji i Francji (tzw. koszmar koalicji, fr. cauchemar des coalitions), co oznaczało w przyszłości wojnę na dwóch frontach i przegraną Niemiec .

#### Państwo opiekuńcze
Niemcy miały tradycję programów socjalnych w Prusach i Saksonii, które rozpoczęły się już w 1840 roku. Wprowadzone w 1880 roku programy ubezpieczeń społecznych były pierwszymi na świecie i stały się wzorem dla innych krajów i podstawami nowoczesnego państwa opiekuńczego. Bismarck wprowadził emerytury, ubezpieczenia następstw nieszczęśliwych wypadków, opieki medycznej i ubezpieczenia od bezrobocia. Zdobył konserwatywne wsparcie, podciął slogany socjalistów. Socjaliści zawsze głosowali przeciwko jego propozycjom. Jego paternalistyczne programy zyskały poparcie niemieckiego przemysłu, ponieważ ich celem było zdobycie poparcia klas pracujących dla imperium i zmniejszenie odpływu emigrantów do Ameryki, gdzie płace były wyższe, ale opieka społeczna nie istniała. Politycznie miał pozyskać Partię Centrum, która reprezentowała pracowników katolickich, ale socjaliści pozostali wrogo nastawieni.
System opieki społecznej, wprowadzony przez Bismarcka, zwolnił ludzi z konieczności przedkładania lojalności względem swojego rodzinnego klanu (który poprzednio gwarantował opiekę członkom rodziny niezdolnym do pracy), ponad lojalność wobec państwa. Niemcy mogli poświęcić wszystkie swoje siły na pracę na rzecz państwa, bo mogli ufać, że w przypadku choroby, wypadku lub na starość państwo się nimi zaopiekuje.

## Życie rodzinne

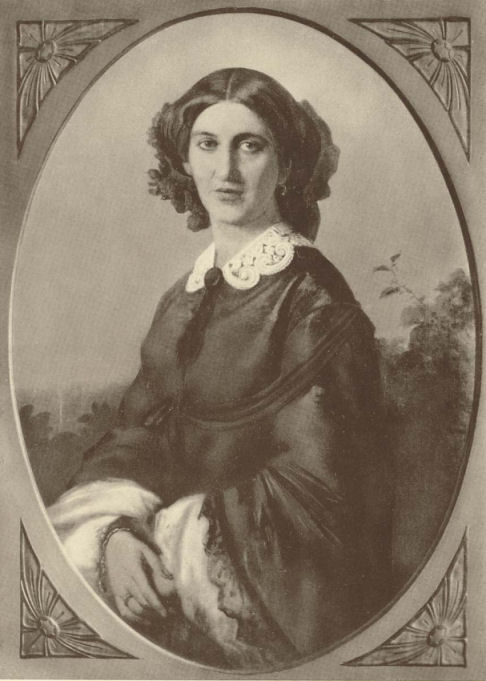
Johanna von Bismarck, z domu Puttkamer

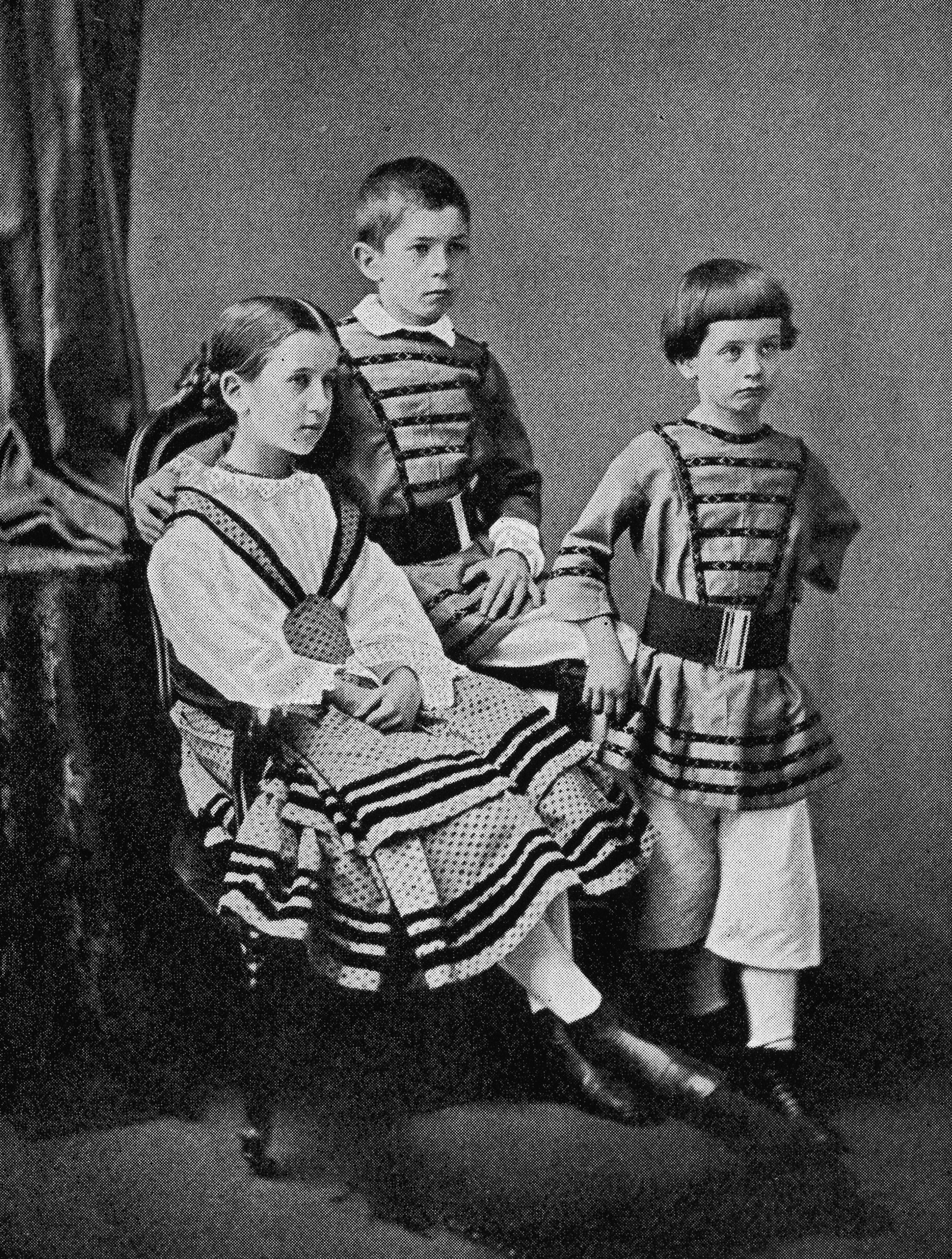
Dzieci Bismarcka; od lewej Marie, Herbert, Wilhelm (1855)

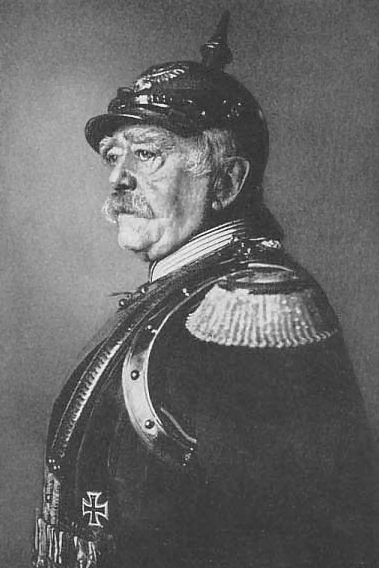
Otto von Bismarck w roku 1891

Tuż po rozpoczęciu działalności politycznej Bismarck poznał Johannę von Puttkamer (ur. 1824, zm. 1894), z którą już w lipcu 1847 r. doszło do zaręczyn. Mimo iż Johanna nie posiadała ani nadzwyczajnej urody, ani wykształcenia, to małżeństwo z Bismarckiem okazało się wyjątkowo udane (trwało czterdzieści siedem lat, aż do śmierci Johanny). Bismarck był szczególnie pod wrażeniem charakteru Johanny, którą określił w rozmowie z bratem jako: wyjątkowego ducha i nadzwyczaj szlachetnego charakteru. Silne uczucie, jakie żywił kanclerz do swojej żony, potwierdzają liczne zachowane listy. Johanna nie angażowała się w działalność polityczną męża.
Bismarck i Johanna mieli troje dzieci: córkę Marie (ur. 1848) oraz synów Herberta (ur. 1849) i Wilhelma (ur. 1852). Bismarck był czułym i opiekuńczym ojcem, swojej rodzinie starał się poświęcać jak najwięcej czasu, oczywiście na ile pozwalały obowiązki polityka. Żelazny Kanclerz miewał zauroczenia w stosunku do innych kobiet, jak to z 1862 r. w stosunku do młodej Rosjanki Marii Orłowej. Jednak owe sytuacje nie wpłynęły na stabilność małżeństwa kanclerza. Swoim dzieciom, a później wnukom okazywał wiele miłości, jednak kiedy chodziło o pewne zasady lub przekonania, bywał nieustępliwy. Z tego powodu w 1881 sprzeciwił się związkowi i ewentualnemu małżeństwu syna Herberta z rozwódką, starszą o dziesięć lat księżną Elisabeth zu Carolath-Beuthen, który to fakt uważał za niebezpieczny dla kariery potomka.
Dla życia rodzinnego Bismarcka najlepszym okresem było sprawowanie funkcji posła we Frankfurcie. Prowadził tam bujne życie towarzyskie, odbywał częste podróże. Razem z żoną prowadził dom otwarty. Przyszły kanclerz oddawał się swoim pasjom: polowaniom i przejażdżkom konnym. Bismarck uwielbiał lasy, mawiał o sobie, że jest maniakiem drzew. Do Petersburga, jak i do Paryża Bismarck nie zabrał rodziny, chcąc się skupić na pracy i zdobywaniu doświadczenia. Po zjednoczeniu Niemiec kanclerz został uhonorowany, za zasługi dla ojczyzny, kwotą 400 tysięcy talarów. Większość tej kwoty została przeznaczona na zakup majątku w Warcinie.

## Ostatnie lata życia

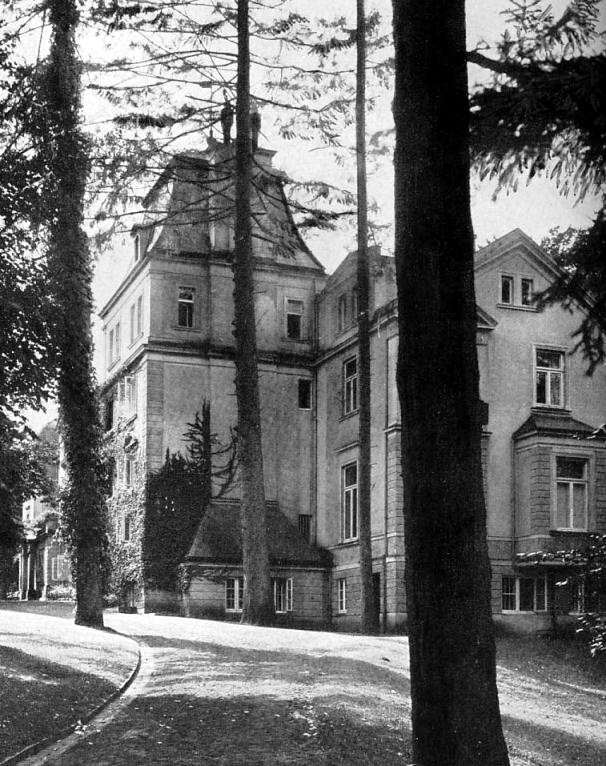
Dom Bismarcka we Friedrichsruh

Po dymisji w roku 1890 były kanclerz zamieszkał w Warcinie i Fredrichsruh. Mając teraz nadmiar wolnego czasu, napisał z pomocą Lothara Buchera swoje wspomnienia – Gedanken und Erinnerungen. Składały się one z trzech tomów. Pierwsze dwa zostały wydane zaraz po śmierci Bismarcka, od razu bijąc rekordy sprzedaży. Natomiast trzeci tom dotyczący m.in. kulisów dymisji Bismarcka i oceny panującego cesarza, miał zostać wydany dopiero po śmierci Wilhelma II. Tak jednak się nie stało, gdyż ze względu na abdykację władcy w 1918 r. wydawca uznał, iż może ją wydać wcześniej, co nastąpiło w 1921.
Były kanclerz był uwielbiany przez społeczeństwo, natomiast cesarz i jego otoczenie czuło do Bismarcka niechęć. Postawa ta przejawiała się w okazywaniu lekceważenia i pomniejszaniu zasług. Jednym z takich niechlubnych przykładów była okazja ślubu syna Bismarcka – Herberta z węgierską arystokratką Margaretą Hoyos w Wiedniu w 1892 roku. Wtedy to kanclerz Leo Caprivi zabronił ambasadorowi niemieckiemu w Austro-Węgrzech przyjmowania zaproszenia na ślub Herberta, a tym bardziej spotykania się z bawiącym w Wiedniu Bismarckiem. Prosił także cesarza Franciszka Józefa I o to, by nie podejmował byłego kanclerza. Dla Bismarcka był to szczególnie bolesny cios. Napiętej sytuacji za bardzo nie zmieniło symboliczne pojednanie Wilhelma II z Bismarckiem w Berlinie 26 stycznia 1894 r. Jednak gorące przyjęcie byłego kanclerza ze strony kilkuset tysięcy mieszkańców stolicy udowodniło, że książę wciąż cieszy się wielką popularnością.
Bismarck w ostatnich latach swojego życia wciąż żywo interesował się polityką. Były kanclerz przyjął 16 września 1894 roku w Warcinie reprezentację ok. 1700 Niemców z Prowincji Poznańskiej. Wydarzenie stanowiło wyraz hołdu dla Bismarcka ze strony środowisk nacjonalistycznych. Organizatorami wydarzenia byli Ferdinand von Hansemann, Hermann Kennemann oraz Heinrich von Tiedemann, którzy uzyskując ideową aprobatę dla swoich działań mających na celu obronę niemczyzny, założyli 3 listopada Hakatę.

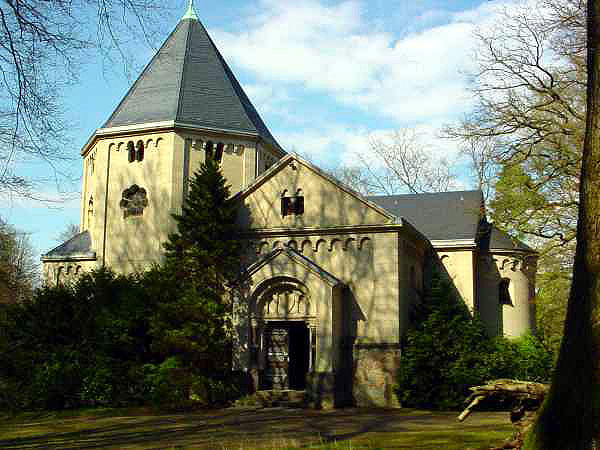
Mauzoleum we Friedrichsruh

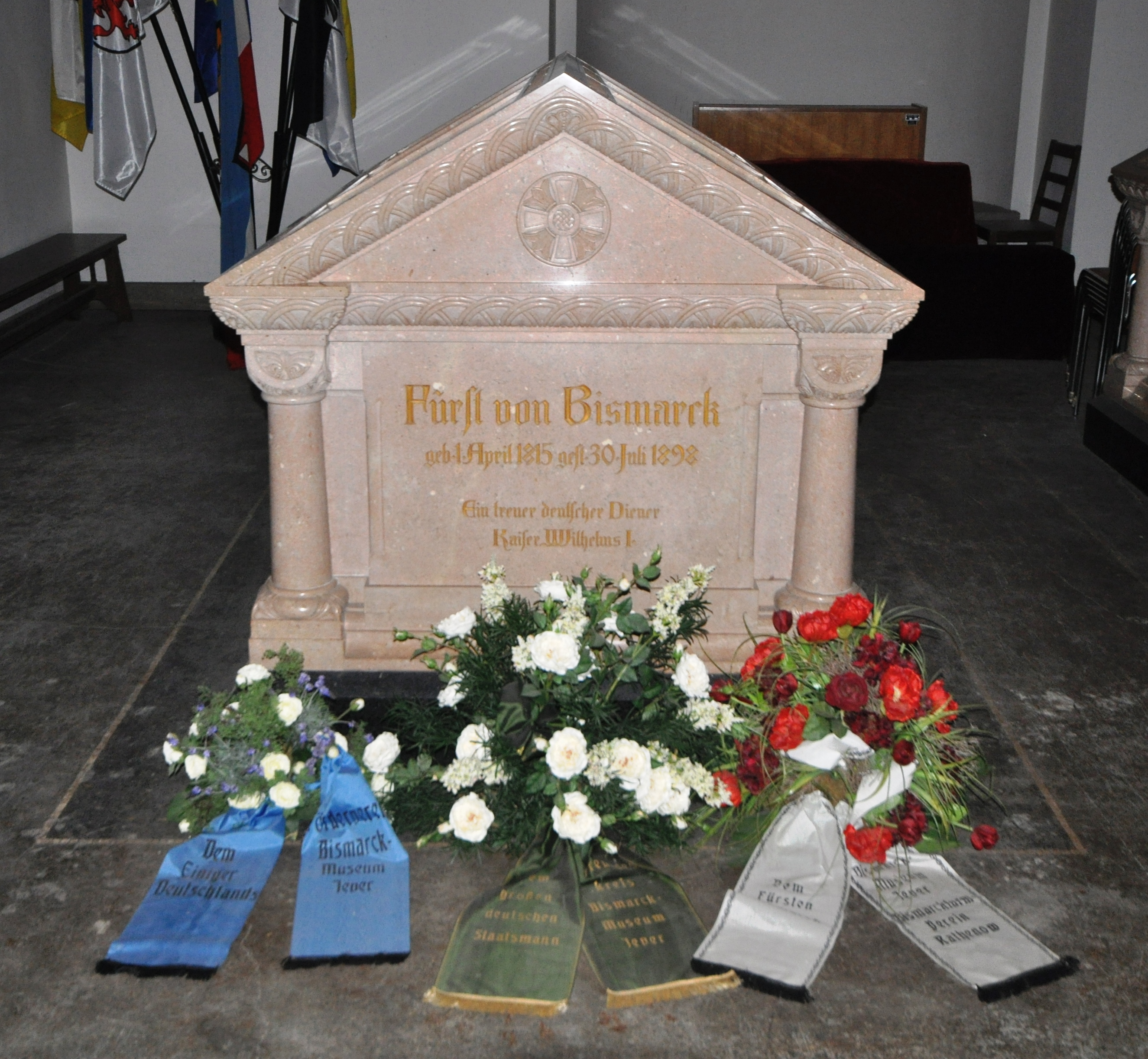
Sarkofag Bismarcka

W tym okresie Bismarck nadal za dużo jadł i pił (w pewnym momencie ważył 120 kg), co jednak z czasem dzięki lekarzom udało się ograniczyć. Z większą intensywnością trapiły Bismarcka choroby, które powodowały u niego rozdrażnienie. Stale uskarżał się na ból żołądka, który łagodził stosując opium. 27 listopada 1894 roku w Warcinie zmarła jego żona Johanna. Dla Bismarcka okazało się to prawdziwym ciosem, z którego nie potrafił się otrząsnąć. Do roku 1896 prawie w ogóle nie przyjmował gości, ani nie pojawiał się publicznie. Od śmierci żony Bismarckiem opiekowała się córka Marie. Jego stan zdrowia widocznie się pogarszał. 30 lipca 1898 roku we Friedrichsruh, zmarł w wieku 83 lat. Został pochowany w mauzoleum znajdującym się na Schneckenbergu.

## Odznaczenia
31 grudnia 1885 został odznaczony papieskim Orderem Najwyższym Chrystusa. Bismarck wymuszał jego nadanie już od 1874 na Leonie XIII w zamian za uwolnienie z więzienia kardynała Mieczysława Ledóchowskiego, który został uwięziony w ramach kulturkampfu za pozwolenie księżom na naukę i nabożeństwa po polsku. Nadanie to było zamierzoną obrazą dla Kościoła katolickiego, gdyż Bismarck był zdeklarowanym antykatolikiem. Oficjalnie nadanie było wyrazem wdzięczności za wkład kanclerza w rozwiązaniu sporu z Hiszpanią o Karoliny. W 1855 otrzymał Krzyż Wielki Orderu Zasługi Filipa Wspaniałomyślnego.

## Upamiętnienie
Wyrazem dużego uznania jego osoby w społeczeństwie było powstanie blisko 250 tak zwanych Wież Bismarcka, wybudowanych na jego cześć. Pierwsze tego typu obiekty powstały jeszcze za życia kanclerza, a ostatnia wieża została oddana do użytku w roku 1926 w Polanowie.
Jego nazwiskiem nazwano w cesarskich Niemczech największy kiedykolwiek zbudowany tam transatlantyk pasażerski – trzeci i ostatni trójkominowiec typu „Imperator” dla HAPAGu – o pojemności 56.551 BRT, któremu nie dane było ani dnia posłużyć pod banderą Cesarstwa (wydany po przegranej wojnie światowej Wielkiej Brytanii statek trafił pod flagę White Star Line jako „Majestic”), a w III Rzeszy tę samą nazwę otrzymał największy (obok bliźniaczej jednostki Tirpitz) pancernik Kriegsmarine.
Jego nazwiskiem nazwano również miasto w Dakocie Północnej.
Z powodu kontrowersji, jakie budzi postać Bismarcka, na przełomie 2022 i 2023 nosząca jego imię sala w siedzibie niemieckiego ministerstwa spraw zagranicznych została przemianowana na Salę Jedności Niemiec

## Otto von Bismarck w filmie
Otto von Bismarck występuje w polskim serialu historycznym Najdłuższa wojna nowoczesnej Europy (1979–1981) w reżyserii Jerzego Sztwiertni. W jego postać wcielił się Gustaw Lutkiewicz.